# اريك روي (سياسي)
اريك روي (بالإنجليزية: Eric Roy)‏ هو فلاح وسياسي نيوزلندي، ولد في 27 يونيو 1948 بدنيدن في نيوزيلندا. حزبياً، نشط في الحزب الوطني في نيوزيلندا. وقد انتخب عضو مجلس النواب نيوزيلندا.